# Gioco di società (album)
| Recensione           | Giudizio |
| -------------------- | -------- |
| Rolling Stone Italia | [ 1 ]    |
| OndaRock             | (6.5/10) |

Gioco di società è il terzo e ultimo album degli Offlaga Disco Pax. L'artwork è curato da Enrico Fontanelli, come per gli altri album.

## Tracce
Testi e musiche di Max Collini ed Enrico Fontanelli, eccetto dove indicato.
1. Introduzione – 0:13 (Fontanelli)
2. Palazzo Masdoni – 6:51
3. Parlo da solo – 3:06 (Daniele Carretti, Collini, Fontanelli)
4. Respinti all'uscio – 6:08
5. Piccola Storia Ultras – 4:46
6. Sequoia – 5:04
7. Tulipani – 5:12 (Carretti, Collini)
8. Desistenza – 4:59 (Carretti, Collini, Fontanelli)
9. A Pagare e Morire... – 5:48

## Curiosità
- La canzone Tulipani racconta la tappa del 5 giugno del Giro d'Italia 1988 in cui i ciclisti ascesero al Gavia sotto una bufera di neve, in particolare si parla del ciclista olandese Johan van der Velde.
- Il titolo del disco doveva essere Corteo, nome di un gioco da tavolo popolare negli anni '70, poi però è stato scelto il più generale Gioco di società.
- Nella versione in vinile dell'album è riprodotta il tabellone di un gioco da tavolo ambientato a Reggio Emilia, più precisamente nella parte storica della città, che era originariamente circondata da mura a forma esagonale.

## Formazione
- Enrico Fontanelli – basso, tastiere
- Daniele Carretti – chitarra, basso
- Max Collini – voce